# Lensviks kommun
Lensviks kommun (norska: Lensvik kommune) var en kommun i Sør-Trøndelag fylke i Norge. Kommunen omfattade ett område vid Trondheimsfjorden i den nordöstra delen av nuvarande Orklands kommun. Byn Lensvik utgjorde kommunens centralort.

## Administrativ historik
Lensviks kommun upprättades den 1 januari 1905 genom utbrytning ur Rissa kommun. Kommunen hade 1 019 invånare vid upprättandet.
Den 1 januari 1964 gick kommunen, tillsammans med en del av Stadsbygds kommun, upp i Agdenes kommun. Kommunens hade då 1 136 invånare.
Området utgör sedan den 1 januari 2020 en del av Orklands kommun.